# Sharon Rendle
Sharon Susan Rendle (ur. 18 czerwca 1966 w Kingston upon Hull) – brytyjska judoczka.
Na Igrzyskach Olimpijskich w Barcelonie w 1992 zdobyła brązowy medal w wadze piórkowej (wraz z Chinką Li Zhongyun). Pierwsza w Seulu 1988 w turnieju pokazowym. Do jej osiągnięć należy również pięć medali mistrzostw świata: dwa złote (1987, 1989), srebrny (1991) i dwa brązowe (1986, 1995); piąta (1993). Ma w swoim dorobku także pięć medali mistrzostw Europy: dwa złote (1990, 1996) oraz trzy brązowe (1987, 1989, 1995). Jako reprezentantka Anglii wywalczyła dwa złote medale Igrzysk Wspólnoty Narodów (1986, 1990). Trzykrotnie była mistrzynią Wielkiej Brytanii (1985, 1986, 1987). Startowała w Pucharze Świata w latach 1989, 1991–1993 i 1995–1997.